# Britt Hedberg
Britt Margareta Hedberg, född 4 mars 1936 i Nyköping, är en svensk arkivarie. 
Hedberg, som är dotter till banvakten Hugo Andersson och Irma Gunnarsson, blev filosofie licentiat vid Uppsala universitet 1968. Hon var anställd på Riksarkivet och landsarkivet i Uppsala 1960–1964 och 1968–1989, vid Uppsala universitet 1965–1968, byråchef på Riksarkivet 1989–1992 och stadsarkivarie i Stockholm 1992–1998. Hon var huvudredaktör för Nyköpings stads historia 1966–1970, ledamot av Forskningsrådsnämndens kommitté för biblioteks- och informationsvetenskaplig forskning 1992–1997, Riksarkivets företrädare i Svenska institutet för standarder (SIS) angående papperskvalitetsfrågor inom Internationella standardiseringsorganisationen (ISO) till 1997, av regeringen utsedd ledamot för Drottningholms teatermuseum 1994 och av regeringen utsedd styrelseledamot i Arkivet för ljud och bild 1996–1998. Hon invaldes som ledamot av Kungliga Samfundet för utgivande av handskrifter rörande Skandinaviens historia 1995.
Hon gifte sig 1965 med förste bibliotekarien, docent Sten Hedberg, vilken var son till Torsten Hedberg.